# Gran Premio de las Américas de Motociclismo de 2021
El Gran Premio de las Américas de 2021 (oficialmente Red Bull Grand Prix of the Americas) fue la decimoquinta prueba del Campeonato del Mundo de Motociclismo de 2021. Tuvo lugar el fin de semana del 1 al 3 de octubre de 2021 en el Circuito de las Américas, situado en la ciudad de Austin, Texas (Estados Unidos).
La carrera de MotoGP fue ganada por Marc Márquez, seguido de Fabio Quartararo y Francesco Bagnaia. Raúl Fernández fue el ganador de la prueba de Moto2, por delante de Fabio Di Giannantonio y Marco Bezzecchi. La carrera de Moto3 fue ganada por Izan Guevara, Dennis Foggia fue segundo y John McPhee tercero.

## Resultados

### Resultados MotoGP
| Pos.    | N.º | Piloto            | Equipo                       | Constructor | Vueltas | Tiempo    | Parrilla | Puntos |
| ------- | --- | ----------------- | ---------------------------- | ----------- | ------- | --------- | -------- | ------ |
| 1       | 93  | Marc Márquez      | Repsol Honda Team            | Honda       | 20      | 41:41.435 | 3        | 25     |
| 2       | 20  | Fabio Quartararo  | Monster Energy Yamaha MotoGP | Yamaha      | 20      | +4.679    | 2        | 20     |
| 3       | 63  | Francesco Bagnaia | Ducati Lenovo Team           | Ducati      | 20      | +8.547    | 1        | 16     |
| 4       | 42  | Álex Rins         | Team SUZUKI ECSTAR           | Suzuki      | 20      | +11.098   | 7        | 13     |
| 5       | 89  | Jorge Martín      | Pramac Racing                | Ducati      | 20      | +11.752   | 4        | 11     |
| 6       | 23  | Enea Bastianini   | Avintia Esponsorama          | Ducati      | 20      | +13.269   | 16       | 10     |
| 7       | 43  | Jack Miller       | Ducati Lenovo Team           | Ducati      | 20      | +14.722   | 10       | 9      |
| 8       | 36  | Joan Mir          | Team SUZUKI ECSTAR           | Suzuki      | 20      | +13.406   | 8        | 8      |
| 9       | 33  | Brad Binder       | Red Bull KTM Factory Racing  | KTM         | 20      | +15.832   | 11       | 7      |
| 10      | 44  | Pol Espargaró     | Repsol Honda Team            | Honda       | 20      | +20.265   | 12       | 6      |
| 11      | 88  | Miguel Oliveira   | Red Bull KTM Factory Racing  | KTM         | 20      | +23.055   | 18       | 5      |
| 12      | 73  | Álex Márquez      | LCR Honda CASTROL            | Honda       | 20      | +24.743   | 15       | 4      |
| 13      | 04  | Andrea Dovizioso  | Petronas Yamaha SRT          | Yamaha      | 20      | +25.307   | 14       | 3      |
| 14      | 10  | Luca Marini       | SKY VR46 Avintia             | Ducati      | 20      | +26.853   | 9        | 2      |
| 15      | 46  | Valentino Rossi   | Petronas Yamaha SRT          | Yamaha      | 20      | +28.055   | 20       | 1      |
| 16      | 27  | Iker Lecuona      | Tech3 KTM Factory Racing     | KTM         | 20      | +30.989   | 17       |        |
| 17      | 30  | Takaaki Nakagami  | LCR Honda IDEMITSU           | Honda       | 20      | +35.251   | 5        |        |
| 18      | 9   | Danilo Petrucci   | Tech3 KTM Factory Racing     | KTM         | 20      | +42.239   | 21       |        |
| 19      | 21  | Franco Morbidelli | Monster Energy Yamaha MotoGP | Yamaha      | 20      | +49.854   | 13       |        |
| Ret     | 41  | Aleix Espargaró   | Aprilia Racing Team Gresini  | Aprilia     | 8       | Caída     | 19       |        |
| Ret     | 5   | Johann Zarco      | Pramac Racing                | Ducati      | 5       | Retirado  | 6        |        |
| 1.      |     |                   |                              |             |         |           |          |        |
| Fuente: |     |                   |                              |             |         |           |          |        |

### Resultados Moto2
| Pos.    | N.º | Piloto                | Constructor | Vueltas | Tiempo    | Parrilla | Puntos |
| ------- | --- | --------------------- | ----------- | ------- | --------- | -------- | ------ |
| 1       | 25  | Raúl Fernández        | Kalex       | 18      | 39:10.521 | 1        | 25     |
| 2       | 21  | Fabio Di Giannantonio | Kalex       | 18      | +1.734    | 3        | 20     |
| 3       | 72  | Marco Bezzecchi       | Kalex       | 18      | +3.100    | 4        | 16     |
| 4       | 37  | Augusto Fernández     | Kalex       | 18      | +4.061    | 6        | 13     |
| 5       | 6   | Cameron Beaubier      | Kalex       | 18      | +5.381    | 5        | 11     |
| 6       | 14  | Tony Arbolino         | Kalex       | 18      | +7.577    | 7        | 10     |
| 7       | 79  | Ai Ogura              | Kalex       | 18      | +11.087   | 8        | 9      |
| 8       | 97  | Xavi Vierge           | Kalex       | 18      | +14.949   | 12       | 8      |
| 9       | 42  | Marcos Ramírez        | Kalex       | 18      | +16.051   | 11       | 7      |
| 10      | 96  | Jake Dixon            | Kalex       | 18      | +18.278   | 13       | 6      |
| 11      | 44  | Arón Canet            | Boscoscuro  | 18      | +20.679   | 14       | 5      |
| 12      | 9   | Jorge Navarro         | Boscoscuro  | 18      | +22.738   | 17       | 4      |
| 13      | 24  | Simone Corsi          | MV Agusta   | 18      | +22.913   | 18       | 3      |
| 14      | 35  | Somkiat Chantra       | Kalex       | 18      | +23.247   | 15       | 2      |
| 15      | 64  | Bo Bendsneyder        | Kalex       | 18      | +23.108   | 23       | 1      |
| 16      | 45  | Tetsuta Nagashima     | Kalex       | 18      | +27.006   | 21       |        |
| 17      | 70  | Barry Baltus          | NTS         | 18      | +28.086   | 24       |        |
| 18      | 16  | Joe Roberts           | Kalex       | 18      | +32.719   | 26       |        |
| 19      | 62  | Stefano Manzi         | Kalex       | 18      | +37.542   | 22       |        |
| 20      | 55  | Hafizh Syahrin        | NTS         | 18      | +39.658   | 27       |        |
| 21      | 54  | Fermín Aldeguer       | Boscoscuro  | 18      | +40.685   | 25       |        |
| 22      | 7   | Lorenzo Baldassarri   | MV Agusta   | 18      | +47.168   | 29       |        |
| Ret     | 13  | Celestino Vietti      | Kalex       | 14      | Caída     | 10       |        |
| Ret     | 23  | Marcel Schrötter      | Kalex       | 13      | Retirado  | 19       |        |
| Ret     | 75  | Albert Arenas         | Boscoscuro  | 11      | Caída     | 9        |        |
| Ret     | 40  | Héctor Garzó          | Kalex       | 10      | Retirado  | 20       |        |
| Ret     | 22  | Sam Lowes             | Kalex       | 9       | Retirado  | 16       |        |
| Ret     | 87  | Remy Gardner          | Kalex       | 5       | Caída     | 2        |        |
| Ret     | 12  | Thomas Lüthi          | Kalex       | 2       | Caída     | 28       |        |
| DNS     | 11  | Nicolò Bulega         | Kalex       |         | No empezó |          |        |
| 1.      |     |                       |             |         |           |          |        |
| Fuente: |     |                       |             |         |           |          |        |

### Resultados Moto3
| Pos.    | N.º | Piloto             | Constructor | Vueltas | Tiempo    | Parrilla | Puntos |
| ------- | --- | ------------------ | ----------- | ------- | --------- | -------- | ------ |
| 1       | 28  | Izan Guevara       | Gas Gas     | 7       | 15:57.747 | 4        | 25     |
| 2       | 7   | Dennis Foggia      | Honda       | 7       | +0.385    | 2        | 20     |
| 3       | 17  | John McPhee        | Honda       | 7       | +0.499    | 10       | 16     |
| 4       | 5   | Jaume Masiá        | KTM         | 7       | +0.706    | 1        | 13     |
| 5       | 53  | Deniz Öncü         | KTM         | 7       | +1.266    | 9        | 11     |
| 6       | 52  | Jeremy Alcoba      | Honda       | 7       | +1.271    | 3        | 10     |
| 7       | 40  | Darryn Binder      | Honda       | 7       | +1.391    | 17       | 9      |
| 8       | 37  | Pedro Acosta       | KTM         | 7       | +1.543    | 15       | 8      |
| 9       | 24  | Tatsuki Suzuki     | Honda       | 7       | +1.820    | 6        | 7      |
| 10      | 16  | Andrea Migno       | Honda       | 7       | +2.480    | 8        | 6      |
| 11      | 82  | Stefano Nepa       | KTM         | 7       | +2.683    | 12       | 5      |
| 12      | 55  | Romano Fenati      | Husqvarna   | 7       | +3.257    | 11       | 4      |
| 13      | 71  | Ayumu Sasaki       | KTM         | 7       | +3.492    | 14       | 3      |
| 14      | 43  | Xavier Artigas     | Honda       | 7       | +3.652    | 5        | 2      |
| 15      | 23  | Niccolò Antonelli  | KTM         | 7       | +6.086    | 13       | 1      |
| 16      | 20  | Lorenzo Fellon     | Honda       | 7       | +8.944    | 16       |        |
| 17      | 73  | Maximilian Kofler  | KTM         | 7       | +9.529    | 21       |        |
| 18      | 99  | Carlos Tatay       | KTM         | 7       | +9.977    | 19       |        |
| 19      | 67  | Alberto Surra      | Honda       | 7       | +10.130   | 18       |        |
| 20      | 54  | Riccardo Rossi     | KTM         | 7       | +10.536   | 20       |        |
| 21      | 31  | Adrián Fernández   | Husqvarna   | 7       | +14.107   | 22       |        |
| 22      | 6   | Ryusei Yamanaka    | KTM         | 7       | +14.228   | 23       |        |
| 23      | 27  | Kaito Toba         | KTM         | 7       | +14.637   | 26       |        |
| 24      | 19  | Andi Farid Izdihar | Honda       | 7       | +14.794   | 25       |        |
| 25      | 92  | Yuki Kunii         | Honda       | 7       | +14.968   | 24       |        |
| Ret     | 12  | Filip Salač        | KTM         | 6       | Caída     | 7        |        |
| DNS     | 11  | Sergio García      | Gas Gas     |         | No empezó |          |        |
| 1.      |     |                    |             |         |           |          |        |
| Fuente: |     |                    |             |         |           |          |        |